# テオドール・フィッシャー
テオドール・フィッシャー（Theodor Fischer、1862年5月28日 - 1938年12月25日）は、ドイツの建築家、都市計画家。

## 作品

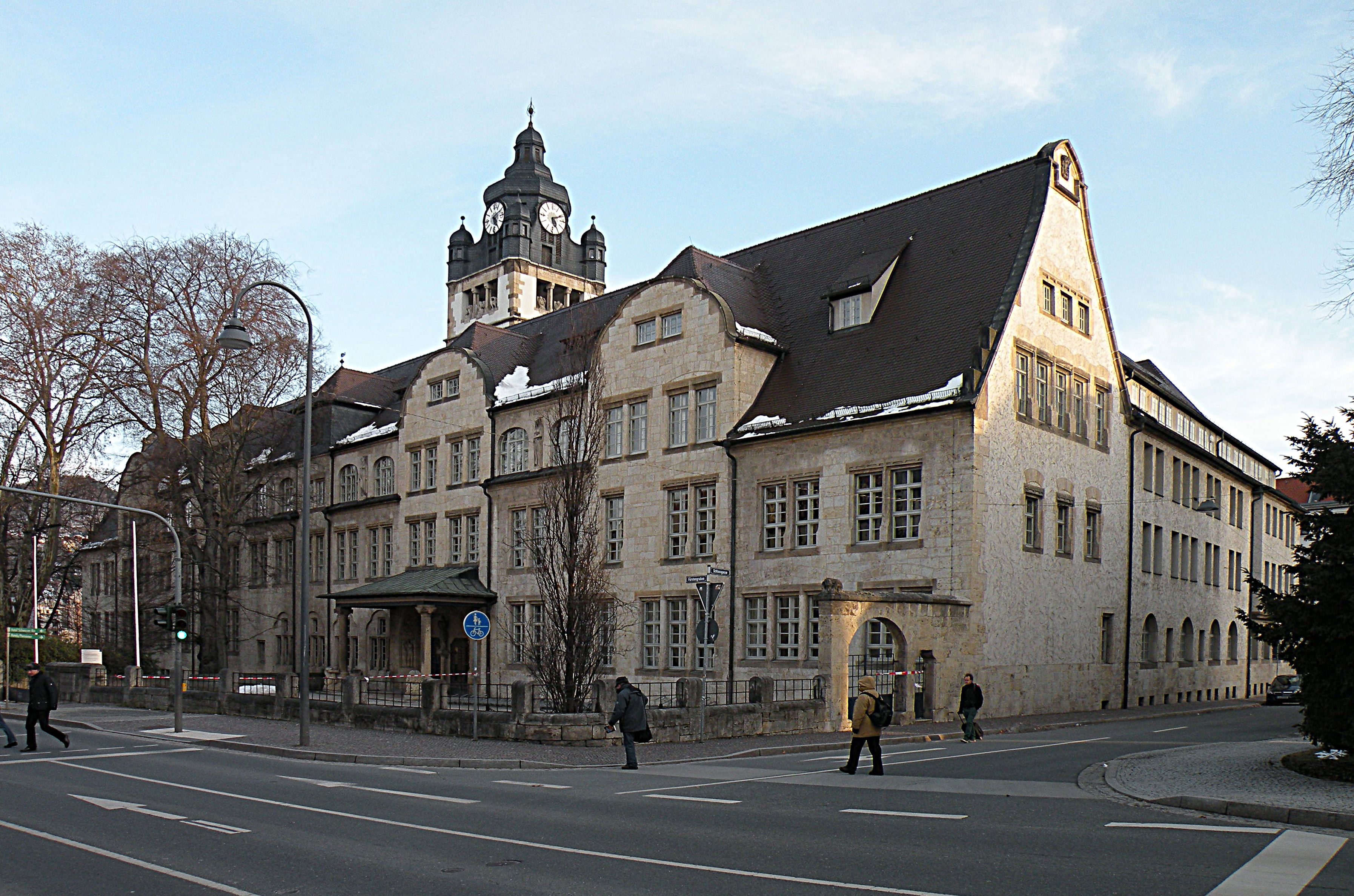
イェーナ大学本館（1904年 - 1918年）
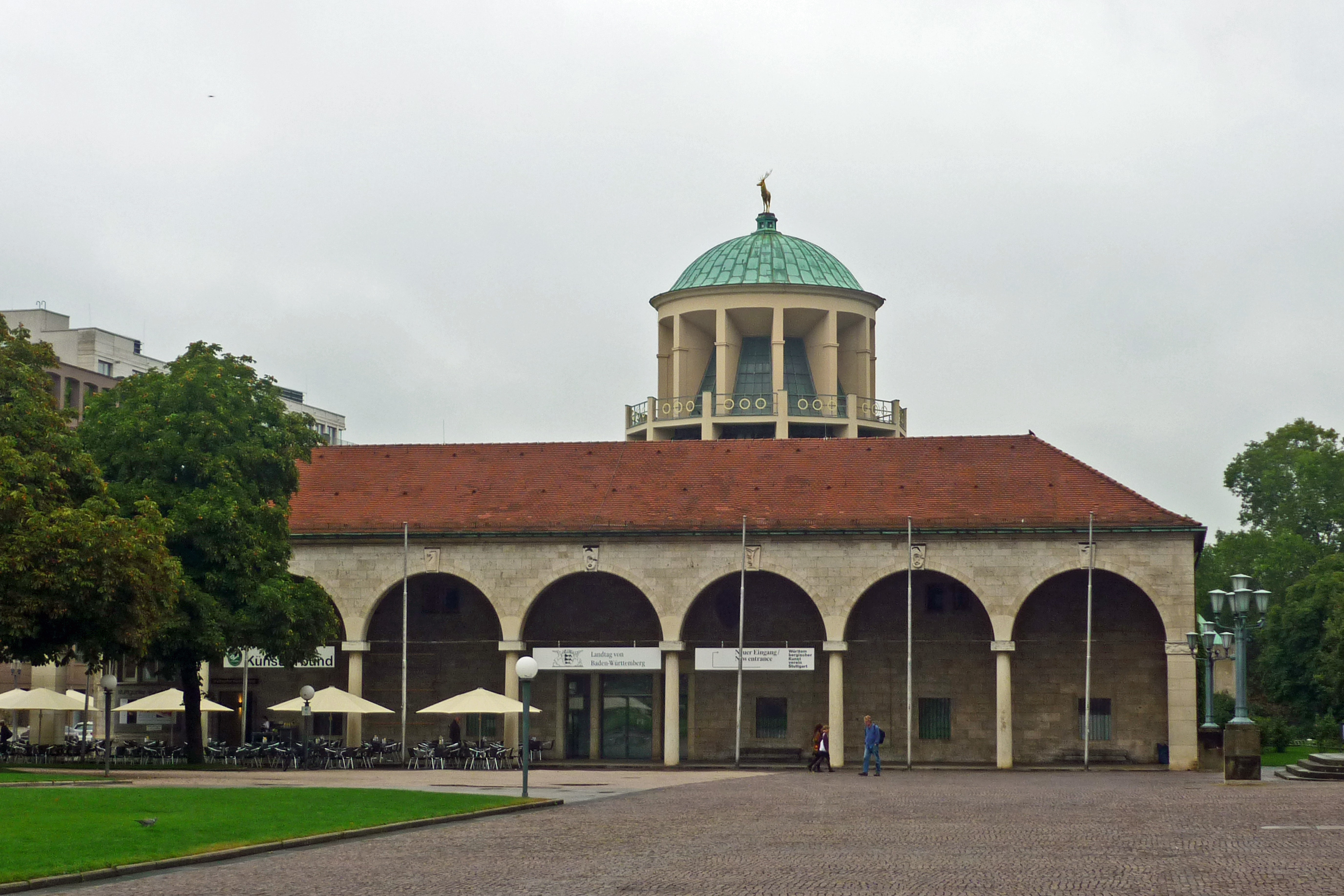
シュトゥットガルト美術館（1909年 - 1913年）
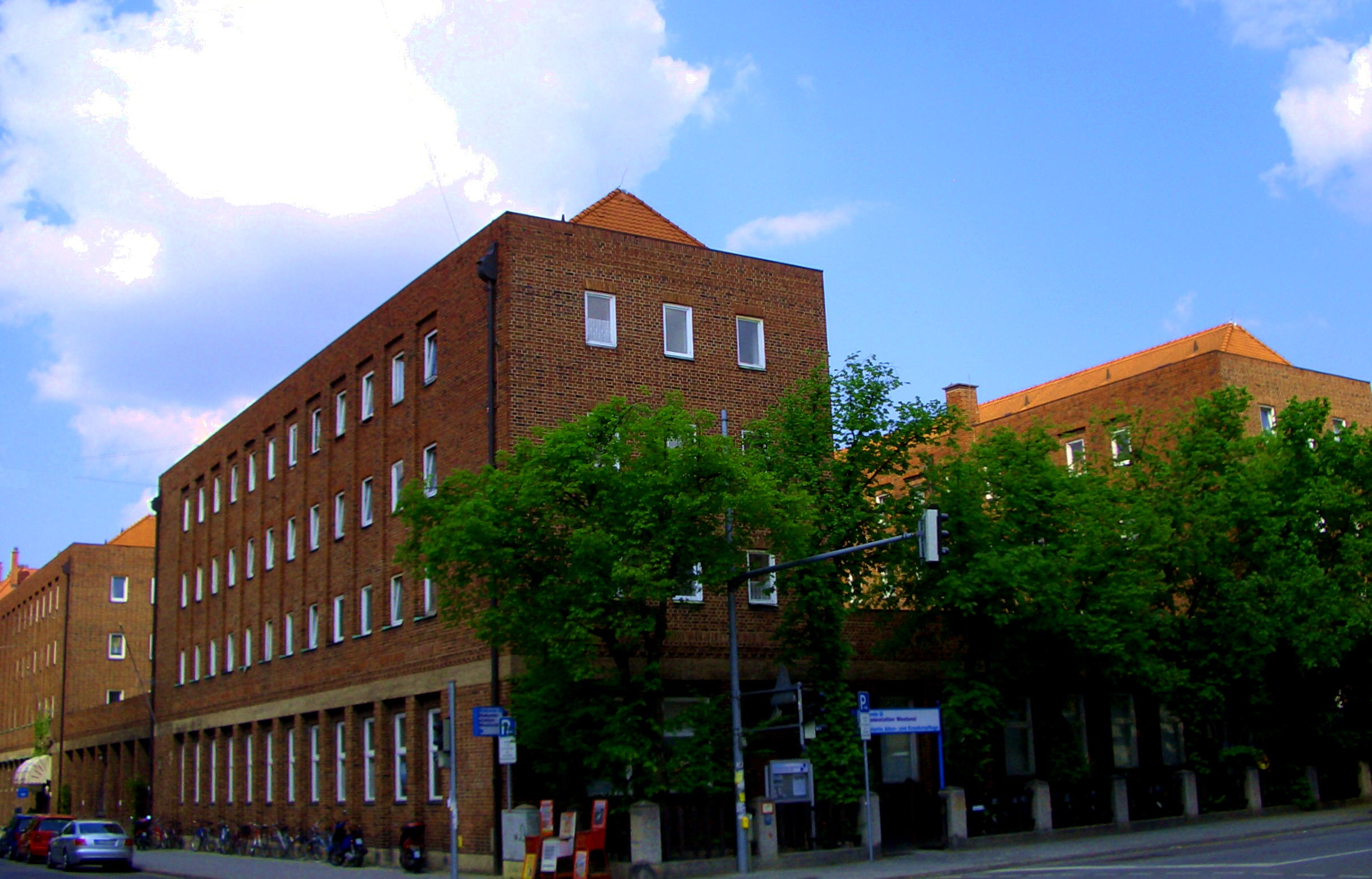
ミュンヘンの男子独身寮（1925年 - 1927年）

| スタブアイコン | サブスタブ | この項目は、まだ閲覧者の調べものの参照としては役立たない、人物に関連した書きかけの項目です。この項目を加筆・訂正などしてくださる協力者を求めています（P:人物伝/PJ:人物伝）。 |